# Raquel Meroño
Raquel Meroño Coello (Madrid, 13 de febrero de 1975) es una actriz, empresaria y presentadora de televisión española.

## Biografía
Comenzó su carrera profesional a los 16 años como modelo. Compaginó sus estudios de Periodismo con esporádicos trabajos en publicidad o televisión,
Dio sus primeros pasos dentro de la pequeña pantalla como azafata del concurso Uno para todas. Más tarde, en 1996, presentó el espacio Pelotas fuera (1996), de Antena 3 y en 1997, fue miembro del jurado del programa de la misma cadena Menudas estrellas.
Hizo un papel durante varias temporadas (entre 1998 y 2001) en la serie juvenil de Al salir de clase, donde interpretó a Paloma. Su siguiente proyecto televisivo fue en 2001 el serial Esencia de poder en Telecinco. En el año 2004 llega el papel de Julia en la serie Paco y Veva de TVE, y en 2005 participa en un episodio de Aída.
En cuanto al cine, en el 2005 trabaja en varias películas italianas y en otras españolas como Airbag.
En marzo de 2006 forma parte del elenco de Con dos tacones, serie para TVE, en la que daba vida al personaje de Mónica, la directora de campaña de un alcalde, exmarido de una de sus amigas. A finales del mismo año dio a luz a sus hijas gemelas, Daniela y Martina, fruto de su relación con su compañero sentimental, Santi Carbones. Después de dar a luz a sus dos hijas, decidió alejarse durante un tiempo de los escenarios para centrarse en su vida privada y sus hijas.
A finales de 2008, decidió recuperar su faceta de actriz en la serie de Telecinco Yo soy Bea, interpretando el papel de Isabel Rocamora, la nueva directora de contenidos de Bulevar 21.
En el 2011 la actriz decide iniciarse en el mundo de los negocios junto a su pareja con la empresa de localización de espacios Rockandloft. En 2012 pasa a formar parte de la serie Arrayán de Canal Sur durante la última temporada. En 2013 tras finalizar su paso por la serie pone en marcha su segundo negocio, como organizadora de eventos.
Distanciada de la interpretación y de la televisión y limitando sus apariciones al photocall de diversos eventos, en 2016 pone en marcha su tercer negocio, el restaurante Carbones 13 en Tarifa, junto a su marido y una amiga. En el 2018 es noticia, tras aparecer su restaurante destrozado debido a la tormenta Emma, y apenas un mes después vuelve a ser noticia al anunciarse su separación. Reaparece en televisión en 2020 como concursante de MasterChef Celebrity, concurso que terminaría ganando y devolviéndole la ilusión por retomar su carrera como actriz.
En junio de 2021 comienza una relación con Juan Sánchez con quien coincide en su afición por el tenis. A finales de agosto retoma su faceta de actriz participando como elenco principal en la serie Servir y proteger en La 1.
En 2023 forma parte del reparto de Urban. La vida es nuestra interpretando a Dolores, madre de Lola (María Pedraza).

## Filmografía

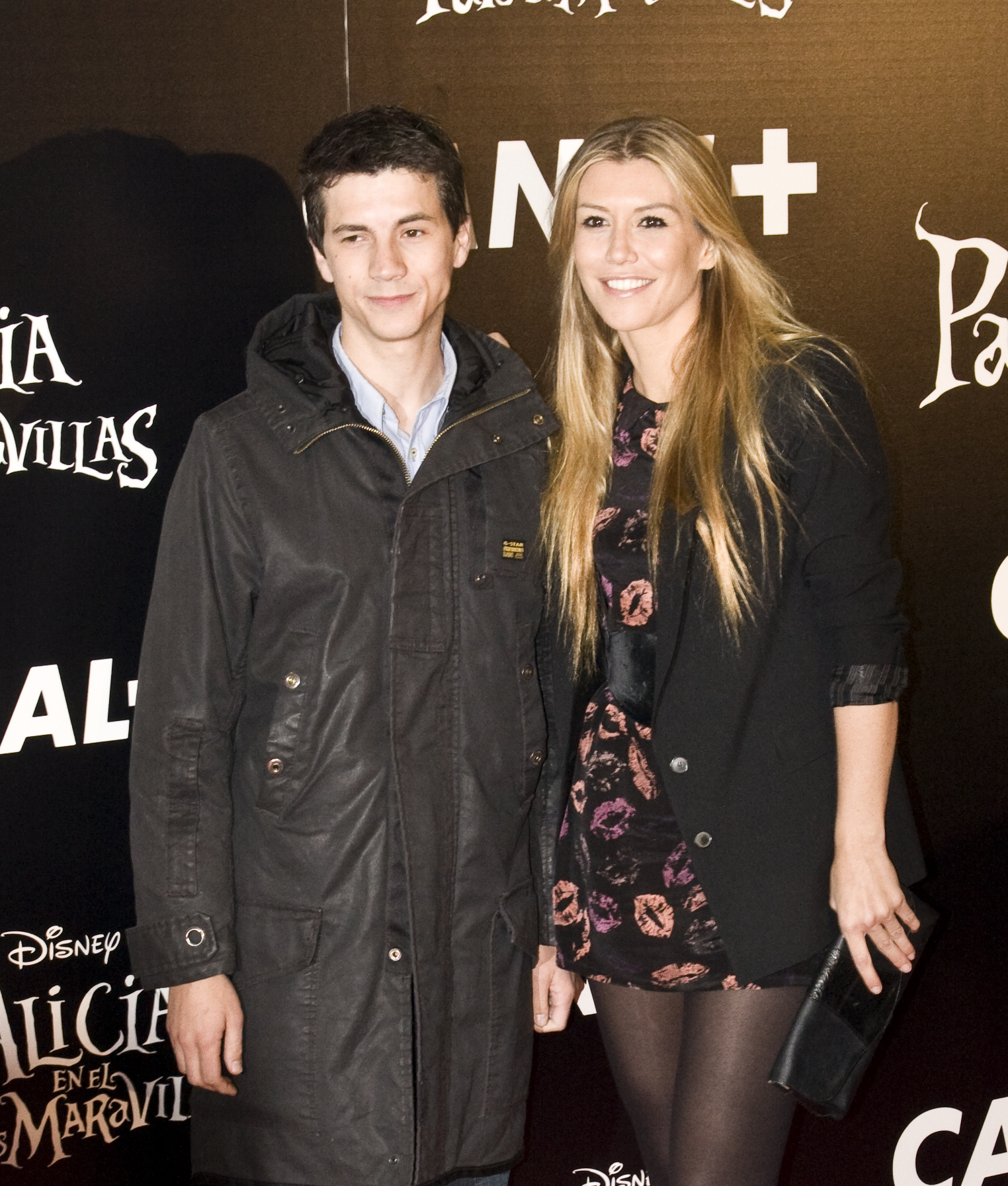
Raquel junto a Marco Martínez, en el photocall de Alicia en el país de las maravillas en 2010.

### Cine
| Año  | Título                          | Papel           | Director          |
| ---- | ------------------------------- | --------------- | ----------------- |
| 1997 | Airbag                          | Araceli de Alda | Juanma Bajo Ulloa |
| 2001 | Dagon, la secta del mar         | Bárbara         | Stuart Gordon     |
| 2003 | The Mark: La señal de la muerte | Serena          | Mariano Equizzi   |
| 2005 | El año que trafiqué con mujeres | Noelia          | Jesús Font        |
| 2005 | Bajo aguas tranquilas           | Teresa          | Brian Yuzna       |
| 2005 | Proyecto Cassandra              | Anna            | Xavier Manich     |

### Series
| Año       | Título                    | Papel                    | Cadena      | Notas         |
| --------- | ------------------------- | ------------------------ | ----------- | ------------- |
| 1998      | Médico de familia         | Elke                     | Telecinco   | 1 episodio    |
| 1998-2000 | Al salir de clase         | Paloma García            | Telecinco   | 390 episodios |
| 2001      | Esencia de poder          | Cristina Rivera          | Telecinco   | 23 episodios  |
| 2001-2002 | Paraíso                   | Elvira                   | La 1        | 2 episodios   |
| 2004      | Paco y Veva               | Laura                    | La 1        | 18 episodios  |
| 2005      | Aída                      | Emma                     | Telecinco   | 1 episodio    |
| 2006      | Con dos tacones           | Mónica                   | La 1        | 11 episodios  |
| 2008-2009 | Yo soy Bea                | Isabel Rocamora          | Telecinco   | 144 episodios |
| 2012-2013 | Arrayán                   | Begoña                   | Canal Sur   | 45 episodios  |
| 2016      | Paquita Salas             | Ella misma               | Flooxer     | 1 episodio    |
| 2021-2022 | Servir y proteger         | Martina Salvador Sanchis | La 1        | 202 episodios |
| 2023      | Urban. La vida es nuestra | Dolores                  | Prime Video | 3 episodios   |

### Programas
| Año       | Título                     | Cadena    | Notas                   |
| --------- | -------------------------- | --------- | ----------------------- |
| 1995-1996 | Uno para todas             | Antena 3  | Azafata                 |
| 1996      | Dobles parejas             | Antena 3  | Copresentadora          |
| 1996-1997 | Pelotas fuera              | Antena 3  | Presentadora            |
| 1996      | Lluvia de estrellas        | Antena 3  | Jurado                  |
| 1997      | Menudo Show                | Antena 3  | Presentadora            |
| 1997      | Gala Noche de la Estrellas | Antena 3  | Presentadora            |
| 1997-1998 | Lluvia de estrellas        | Antena 3  | Jurado                  |
| 1999      | Gala Miss España 1999      | Telecinco | Presentadora            |
| 2000      | Furor                      | Antena 3  | Concursante: Ganadora   |
| 2000-2015 | Pasapalabra                | Telecinco | Invitada (44 programas) |
| 2010      | ¿Quién vive ahí?           | La Sexta  | Invitada                |
| 2017      | El gran reto musical       | La 1      | Concursante             |
| 2020      | MasterChef Celebrity       | La 1      | Concursante: Ganadora   |
| 2020      | Pasapalabra                | Antena 3  | Invitada                |
| 2020      | MasterChef Junior          | La 1      | Invitada                |
| 2021      | La noche D                 | La 1      | Invitada                |
| 2021-2023 | MasterChef                 | La 1      | Invitada                |
| 2021-2023 | MasterChef Celebrity       | La 1      | Invitada                |